# フリオ・セサール・バルボア
フリオ・セサール・バルボア（Julio Cesar Borboa、1969年8月13日 - ）は、メキシコの男性プロボクサー。元IBF世界スーパーフライ級王者。ソノラ州グアイマス出身。KO率73%超の強打と豊富なスタミナと打たれ強さを持ち、打撃戦に定評があった。愛称はThe Emperor(皇帝)。

## 来歴
1988年2月4日、バルボアはプロデビュー戦を行い初回KO勝ちでデビュー戦を白星で飾った。
1989年9月2日、全勝をキープしていたバルボアは18戦無敗のパブロ・バレンズエラとの対戦で6回TKO負けで無敗対決を落としキャリア初黒星を喫した。
4連勝で持ち直したバルボアは1990年7月20日、16戦全勝のクアウテモック・ゴメスと対戦し3回TKO負け。
翌1991年9月7日、ファンシス・ヴィヴッシュと対戦し6回判定負けでキャリア初の連敗となった。
1993年1月16日、世界初挑戦。アメリカデビュー戦をテキサス州サンアントニオのフリーマン・コロシアムで20戦全勝のIBF世界スーパーフライ級王者ロバート・キロガと対戦し最終12回2分30秒TKO勝ちでキロガに初黒星を付けて王座獲得に成功した。
1993年5月22日、23戦全勝のホエル・ルナ・ザラテと対戦し12回3-0の判定勝ちで初防衛に成功した。
1993年8月21日、カルロス・メルカドと対戦し3回1分58秒KO勝ちでメルカドに引導を渡し2度目の防衛に成功した。
1993年11月26日、エルモシージョのコリセオでロナルド・パスクアと対戦し5回2分58秒TKO勝ちで3度目の防衛に成功した。
1994年4月25日、ホルヘ・ルイス・ローマンと対戦し4回2分30秒TKO勝ちで4度目の防衛に成功した。
1994年5月21日、南アフリカのカルセール・カジノでジャジ・シバリと対戦しシバリの地元なので挑戦者有利の下馬評だったが、9回2分35秒TKO勝ちで5度目の防衛に成功した。
1994年8月29日、カリフォルニア州イングルウッドのグレート・ウェスタン・フォーラムで16戦全勝のハロルド・グレイと対戦し12回1-2の判定負けで6度目の防衛に失敗し王座から陥落した。
1995年6月24日、ハロルド・グレイとリマッチを行うが12回1-2の判定負けを喫し10か月振りの王座返り咲きに失敗し現役を引退した。

## 獲得タイトル
- 第9代IBF世界スーパーフライ級王座（防衛5）